# 2020年のナショナルリーグチャンピオンシップシリーズ
2020年の野球において、メジャーリーグベースボール（MLB）のポストシーズンは9月29日に開幕した。ナショナルリーグの第51回リーグチャンピオンシップシリーズ（英語: 51st National League Championship Series、以下「リーグ優勝決定戦」と表記）は、10月12日から18日にかけて計7試合が開催された。その結果、ロサンゼルス・ドジャース（西地区）がアトランタ・ブレーブス（東地区）を4勝3敗で下し、2年ぶり24回目のリーグ優勝および21回目のワールドシリーズ進出を果たした。
両球団がポストシーズンで対戦するのは、2018年の地区シリーズ以来2年ぶり4度目。今シリーズではブレーブスが最初の2試合に連勝し、4試合で3勝1敗とシリーズ制覇へ先に王手をかけたが、ドジャースが第5戦からの3連勝で逆転優勝した。ポストシーズンの7戦4勝制シリーズにおいて、0勝2敗からの逆転優勝は2004年アメリカンリーグ優勝決定戦でのボストン・レッドソックス以来16年ぶり延べ14球団目、1勝3敗からの逆転優勝は2016年ワールドシリーズでのシカゴ・カブス以来4年ぶり延べ14球団目、その両方を満たすのは延べ5球団目となる。シリーズMVPには、ポストシーズン史上最長タイとなる5打席連続打点を第2戦から第3戦にかけて記録するなど、7試合で打率.310・5本塁打・11打点・OPS 1.230という成績を残したドジャースのコーリー・シーガーが選出された。このあとドジャースは、ワールドシリーズでもアメリカンリーグ王者タンパベイ・レイズを4勝2敗で下し、32年ぶり7度目の優勝を成し遂げた。
今シリーズの冠スポンサーは、キャンピングカー販売業者のキャンピング・ワールドが務める。したがって大会名はナショナルリーグチャンピオンシップシリーズ presented by キャンピング・ワールド（英語: National League Championship Series presented by Camping World）となる。

## COVID-19流行に伴う特別ルール

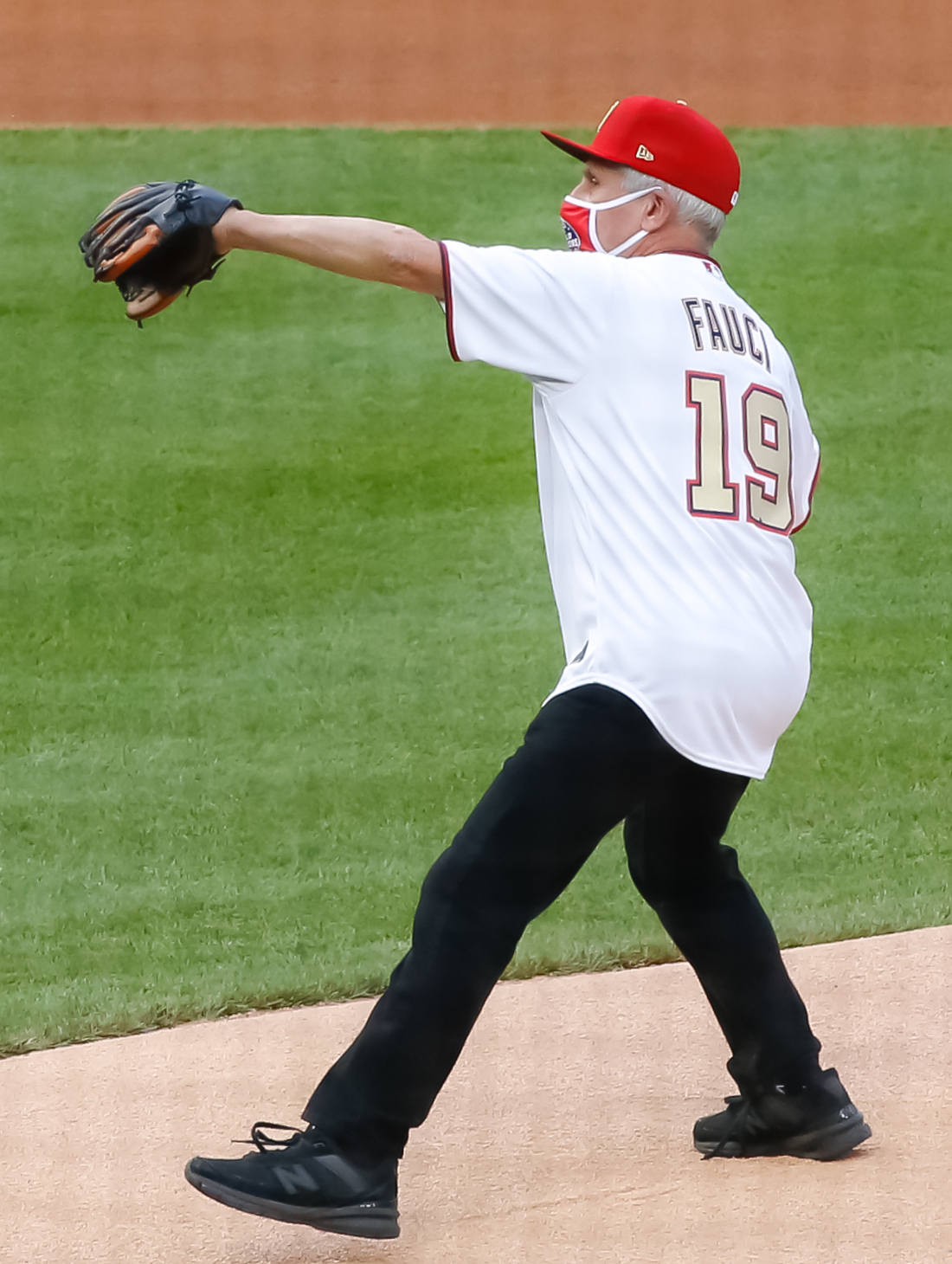
7月23日、当初の予定からおよそ4か月遅れでレギュラーシーズンが開幕し、首都ワシントンD.C.の試合ではアンソニー・ファウチが始球式を行った。ファウチは国立アレルギー・感染症研究所の所長として、新型コロナウイルス感染症（COVID-19）対策の陣頭指揮を執っていた人物である

2019年、中華人民共和国の湖北省武漢市で新型コロナウイルス "SARSコロナウイルス2" の発生が確認された。ウイルスは世界中へ拡散し、感染症（COVID-19）を罹患する人が増え続けていった。アメリカ合衆国では、2020年1月下旬にワシントン州スノホミッシュ郡で初の感染者が確認され、2か月後の3月下旬には感染者数が発生源の中国を抜いて世界最多となった。これを受けてMLBは、シーズン開幕を3月26日から延期し、挙行に際し様々な特別ルールを設けた。今シリーズに影響した主な競技ルールや運営要項は以下の通り。
- レギュラーシーズンでの対戦なし

シーズン開幕延期が決まったあと、機構と選手会は開催条件について6月下旬まで折衝を重ね、レギュラーシーズンを162試合から60試合に削減して7月下旬に開幕することを決めた。60試合の内訳は、同リーグ同地区の他4球団と10試合ずつで計40試合、他リーグ同地区の5球団と残り20試合である。同リーグでも、他地区の球団とは対戦しない。対戦相手を同地区に限定したのは、移動距離をなるべく短くすることで感染拡大のリスクを減らすためだった。
例年であれば、同リーグ他地区の球団とも必ずレギュラーシーズン中に対戦する。例えば東地区のブレーブスと西地区のドジャースの場合、2015年から2019年までの直近5年は毎年6〜7試合ずつ対戦していた。しかしこの年は、今シリーズが年内初対戦となる。
- ロースターの拡大

シリーズの出場選手登録（ロースター）人数は、前年までは25人だった。今シリーズでは、それが28人に拡大した。
ロースターは元々、COVID-19と関係なく拡大する予定だった。当初の予定では、25人・ポジション制限なしから26人・投手は上限13人になるはずだった。開幕延期後に機構と選手会とが協議した結果、レギュラーシーズン開幕時のロースターを30人とし、そこから2週間ごとに28人→26人と段階的に減らしていくこととなった。しかし開幕後、複数球団でCOVID-19のクラスターが発生したことから、感染者の隔離で選手が足りなくなって試合中止という事態を避けるため、ワールドシリーズ終了までロースターは28人のままで通すよう改められた。
- ユニバーサルDH

指名打者（DH）制度は1973年以降、アメリカンリーグでのみ採用されていた。2020年はナショナルリーグでも導入され、これに伴い今シリーズでも全試合がDH制ありで行われることになった。これにより、投手が打撃・走塁で故障することを防ぎ、ロースター拡大で増えた選手にも出番を与えることができる。
- 中立地開催

今シリーズは前年までのように出場球団の本拠地を行き来するのではなく、関係者を隔離して中立地で開催する "バブル" 形式で実施することとなった。開催地には、テキサス州アーリントンにあるテキサス・レンジャーズの本拠地球場グローブライフ・フィールドが選ばれた。レンジャーズはアメリカンリーグ在籍のため、その本拠地球場はナショナルリーグ球団のうち特定のどこかだけに有利とはなりにくい、というのが開催地に選ばれた理由である。両チームの宿舎には同州アービングのリゾートホテルが用意された。
- 休養日なし

例年であれば、シリーズは両球団の本拠地球場を行き来して開催するため、試合を行わない移動日（休養日）を第2戦翌日と第5戦翌日に設けていた。今シリーズは中立地の一球場で開催するため、休養日を設けずに7日間連続で試合を行う。このような日程は、投手という一定の休養を要するポジションに通常より大きな負担をかけるため、特定の投手に登板機会を集中させにくくなり、投手陣の起用法や層の厚さが問われる。
- 観客の入場制限

MLBはこの年、レギュラーシーズン開幕からポストシーズン途中まで無観客試合を続けていた。グローブライフ・フィールドで開催される今シリーズでは、球場収容人員40,518人の約28％にあたる11,500人まで入場を認めた。これは、テキサス州知事グレッグ・アボットが外出制限解除やスポーツイベントへの観客動員容認など、経済活動の再開に前向きなことが大きな要因である。
座席は横に連続して並ぶ4席をひとつの "ポッド" という単位として販売し、各ポッドを市松模様のように配置して最低6フィート（約1.83m）の間隔を空けるほか、フィールドやダグアウトおよびブルペンから20フィート（約6.1m）以内にはポッドを置かないなど、社会距離拡大戦略に配慮している。
これらの特別ルールが採用された一方で、レギュラーシーズンで導入されながらポストシーズンでの採用が見送られたものもある。そのひとつが、延長戦では無死二塁からイニングを始める "タイブレーク" である。これは、レギュラーシーズンが67日間で60試合を行う過密日程だったことから、延長戦を早く決着させて選手の負担を減らす目的で導入されたものであり、ポストシーズンでは延長戦は通常通り無死無走者から始まる。

## 両チームの2020年
10月8日、まず先に行われた試合でブレーブス（東地区優勝）が、そのあとの試合ではドジャース（西地区優勝）が、それぞれ地区シリーズ突破を決めてリーグ優勝決定戦へ駒を進めた。
ブレーブスは、前年シーズン終了後に正三塁手ジョシュ・ドナルドソンをFA移籍で失い、外野手のマーセル・オズナを打線の穴埋めとして獲得した。2020年は、開幕投手マイク・ソロカが3登板目でアキレス腱断裂によりシーズンを終えるなど、故障や不振による離脱者が先発ローテーションに相次いだ。しかしそれをマックス・フリードやイアン・アンダーソンら若手の成長と好調な救援投手陣が補い、打線が強力に援護しながらシーズンを進めていった。8月中旬にマイアミ・マーリンズを抜き地区首位へ浮上すると、9月22日にはその2位マーリンズとの直接対決を11－1で制して地区3連覇によるポストシーズン進出を決めた。平均得点5.80はリーグ2位、防御率4.46はリーグ7位。救援投手陣は抑えのマーク・マランソンに加えて18登板以上・防御率3.00未満の中継ぎを6人擁し、また打線ではフレディ・フリーマンが打率・出塁率・長打率の全てでリーグ2位、オズナがリーグ本塁打王・打点王の二冠という活躍を見せた。ワイルドカードシリーズではシンシナティ・レッズを2勝0敗で、地区シリーズではマーリンズを3勝0敗で、それぞれ下した。
ドジャースは前年もリーグ最多の106勝を挙げて地区7連覇を達成し、地区シリーズ敗退後のオフにはトレードで外野手のムーキー・ベッツを補強した。2020年も開幕から、地区優勝の最有力候補という前評判通りに勝利を重ねていく。折り返しの30試合終了時点では22勝8敗で、これは例年通りの162試合に換算すれば119勝に到達する勢いだった。9月16日には両リーグを通じて一番乗りでポストシーズン進出を確定させ、翌週22日にはリーグ最高勝率とともに史上3球団目となる8季連続地区優勝を果たした。平均得点5.82と防御率3.02のいずれもリーグ最高。打線の打順別OPSは4番打者以外が全て.761以上、20イニング以上を投じた12投手のうち防御率が3.90より悪いのはシーズン途中で放出されたロス・ストリップリングのみ、と投打に層の厚さが際立つシーズンだった。ベッツはフィールド上で走攻守に高い能力を発揮したのみならず、加入1年目からリーダーシップを振るってチームを牽引した。ワイルドカードシリーズではミルウォーキー・ブルワーズを2勝0敗で、地区シリーズではサンディエゴ・パドレスを3勝0敗で、それぞれ下した。
リーグ優勝決定戦の第1・2・6・7戦を後攻で迎えられる "ホームフィールド・アドバンテージ" は、地区優勝球団の勝率順→地区2位球団の勝率順→ワイルドカード球団の勝率順にシード順位が割り当てられ、その順位が高い方に与えられる。したがって今シリーズでは、ドジャースがアドバンテージを得る。

## ロースター
両チームの出場選手登録（ロースター）は以下の通り。
- 名前の横の＃はレギュラーシーズン開幕後に入団した選手を示す。
- 年齢は今シリーズ開幕時点でのもの。

| アトランタ・ブレーブス | アトランタ・ブレーブス | アトランタ・ブレーブス | アトランタ・ブレーブス   | アトランタ・ブレーブス | アトランタ・ブレーブス | アトランタ・ブレーブス | ロサンゼルス・ドジャース | ロサンゼルス・ドジャース | ロサンゼルス・ドジャース | ロサンゼルス・ドジャース | ロサンゼルス・ドジャース | ロサンゼルス・ドジャース | ロサンゼルス・ドジャース |
| 守備位置               | 背番号                 | 出身                   | 選手                     | 投                     | 打                     | 年齢                   | 守備位置                 | 背番号                   | 出身                     | 選手                     | 投                       | 打                       | 年齢                     |
| ---------------------- | ---------------------- | ---------------------- | ------------------------ | ---------------------- | ---------------------- | ---------------------- | ------------------------ | ------------------------ | ------------------------ | ------------------------ | ------------------------ | ------------------------ | ------------------------ |
| 投手                   | 48                     | アメリカ合衆国の旗     | イアン・アンダーソン     | 右                     | 右                     | 22                     | 投手                     | 52                       | ドミニカ共和国の旗       | ペドロ・バエズ           | 右                       | 右                       | 32                       |
| 投手                   | 75                     | アメリカ合衆国の旗     | グラント・デイトン       | 左                     | 左                     | 32                     | 投手                     | 21                       | アメリカ合衆国の旗       | ウォーカー・ビューラー   | 右                       | 右                       | 26                       |
| 投手                   | 54                     | アメリカ合衆国の旗     | マックス・フリード       | 左                     | 左                     | 26                     | 投手                     | 51                       | アメリカ合衆国の旗       | ディラン・フローロ       | 右                       | 左                       | 29                       |
| 投手                   | 19                     | アメリカ合衆国の旗     | シェーン・グリーン       | 右                     | 右                     | 31                     | 投手                     | 46                       | アメリカ合衆国の旗       | トニー・ゴンソリン       | 右                       | 右                       | 26                       |
| 投手                   | 55                     | アメリカ合衆国の旗     | クリス・マーティン       | 右                     | 右                     | 34                     | 投手                     | 81                       | メキシコの旗             | ビクトル・ゴンサレス     | 左                       | 左                       | 24                       |
| 投手                   | 68                     | アメリカ合衆国の旗     | タイラー・マツェック     | 左                     | 左                     | 29                     | 投手                     | 48                       | ベネズエラの旗           | ブルスダー・グラテロル   | 右                       | 右                       | 22                       |
| 投手                   | 36                     | アメリカ合衆国の旗     | マーク・マランソン       | 右                     | 右                     | 35                     | 投手                     | 74                       | キュラソー島の旗         | ケンリー・ジャンセン     | 右                       | 両                       | 33                       |
| 投手                   | 33                     | アメリカ合衆国の旗     | A.J.ミンター             | 左                     | 左                     | 27                     | 投手                     | 17                       | アメリカ合衆国の旗       | ジョー・ケリー           | 右                       | 右                       | 32                       |
| 投手                   | 56                     | アメリカ合衆国の旗     | ダレン・オデイ           | 右                     | 右                     | 37                     | 投手                     | 22                       | アメリカ合衆国の旗       | クレイトン・カーショウ   | 左                       | 左                       | 32                       |
| 投手                   | 51                     | アメリカ合衆国の旗     | ウィル・M・スミス        | 左                     | 右                     | 31                     | 投手                     | 56                       | アメリカ合衆国の旗       | アダム・コラレック       | 左                       | 左                       | 31                       |
| 投手                   | 38                     | アメリカ合衆国の旗     | ジョシュ・トムリン       | 右                     | 右                     | 35                     | 投手                     | 85                       | アメリカ合衆国の旗       | ダスティン・メイ         | 右                       | 右                       | 23                       |
| 投手                   | 71                     | アメリカ合衆国の旗     | ジェイコブ・ウェブ       | 右                     | 右                     | 27                     | 投手                     | 41                       | アメリカ合衆国の旗       | ジェイク・マギー         | 左                       | 左                       | 34                       |
| 投手                   | 46                     | アメリカ合衆国の旗     | ブライス・ウィルソン     | 右                     | 右                     | 22                     | 投手                     | 49                       | アメリカ合衆国の旗       | ブレイク・トレイネン     | 右                       | 右                       | 32                       |
| 投手                   | 30                     | アメリカ合衆国の旗     | カイル・ライト           | 右                     | 右                     | 25                     | 投手                     | 7                        | メキシコの旗             | フリオ・ウリアス         | 左                       | 左                       | 24                       |
| 投手                   | 73                     | ドミニカ共和国の旗     | ワスカル・イノア         | 右                     | 右                     | 22                     | 投手                     | 57                       | アメリカ合衆国の旗       | アレックス・ウッド       | 左                       | 右                       | 29                       |
| 捕手                   | 16                     | アメリカ合衆国の旗     | トラビス・ダーノー       | 右                     | 右                     | 31                     | 捕手                     | 15                       | アメリカ合衆国の旗       | オースティン・バーンズ   | 右                       | 右                       | 30                       |
| 捕手                   | 25                     | アメリカ合衆国の旗     | タイラー・フラワーズ     | 右                     | 右                     | 34                     | 捕手                     | 16                       | アメリカ合衆国の旗       | ウィル・D・スミス        | 右                       | 右                       | 25                       |
| 内野手                 | 1                      | キュラソー島の旗       | オジー・アルビーズ       | 右                     | 両                     | 23                     | 内野手                   | 45                       | アメリカ合衆国の旗       | マット・ベイティ         | 右                       | 左                       | 27                       |
| 内野手                 | 8                      | アメリカ合衆国の旗     | チャーリー・カルバーソン | 右                     | 右                     | 31                     | 内野手                   | 14                       | プエルトリコの旗         | エンリケ・ヘルナンデス   | 右                       | 右                       | 29                       |
| 内野手                 | 5                      | アメリカ合衆国の旗     | フレディ・フリーマン     | 右                     | 左                     | 31                     | 内野手                   | 13                       | アメリカ合衆国の旗       | マックス・マンシー       | 右                       | 左                       | 30                       |
| 内野手                 | 27                     | アメリカ合衆国の旗     | オースティン・ライリー   | 右                     | 右                     | 23                     | 内野手                   | 43                       | プエルトリコの旗         | エドウィン・リオス       | 右                       | 左                       | 26                       |
| 内野手                 | 18                     | ベネズエラの旗         | パブロ・サンドバル＃     | 右                     | 両                     | 34                     | 内野手                   | 5                        | アメリカ合衆国の旗       | コーリー・シーガー       | 右                       | 左                       | 26                       |
| 内野手                 | 7                      | アメリカ合衆国の旗     | ダンズビー・スワンソン   | 右                     | 右                     | 26                     | 内野手                   | 10                       | アメリカ合衆国の旗       | ジャスティン・ターナー   | 右                       | 右                       | 35                       |
| 外野手                 | 13                     | ベネズエラの旗         | ロナルド・アクーニャJr.  | 右                     | 右                     | 22                     | 外野手                   | 35                       | アメリカ合衆国の旗       | コディ・ベリンジャー     | 左                       | 左                       | 25                       |
| 外野手                 | 23                     | アメリカ合衆国の旗     | アダム・デュバル         | 右                     | 右                     | 32                     | 外野手                   | 50                       | アメリカ合衆国の旗       | ムーキー・ベッツ         | 右                       | 右                       | 28                       |
| 外野手                 | 22                     | アメリカ合衆国の旗     | ニック・マーケイキス     | 左                     | 左                     | 36                     | 外野手                   | 31                       | アメリカ合衆国の旗       | ジョク・ピーダーソン     | 左                       | 左                       | 28                       |
| 外野手                 | 20                     | ドミニカ共和国の旗     | マーセル・オズナ         | 右                     | 右                     | 29                     | 外野手                   | 11                       | アメリカ合衆国の旗       | A.J.ポロック             | 右                       | 右                       | 32                       |
| 外野手                 | 14                     | ドミニカ共和国の旗     | クリスチャン・パチェ     | 右                     | 右                     | 21                     | 外野手                   | 3                        | アメリカ合衆国の旗       | クリス・テイラー         | 右                       | 右                       | 30                       |

地区シリーズのロースターからは、ブレーブスは変更はない。これに対してドジャースは、地区シリーズのロースターから投手をひとり増やすかたちで2選手を入れ替えた。外れたのは内野手のギャビン・ラックスと外野手のテレンス・ゴアで、加わったのは内野手のエドウィン・リオスと投手のアレックス・ウッドである。このうち内野手は、ワイルドカードシリーズ終了後の練習中にリオスが鼠蹊部を痛めたため、地区シリーズではリオスに代わってラックスがロースター入りしていたが、その後リオスが代打出場なら可能な程度に回復したため今シリーズで再び入れ替わった。もう1枠は、リーグ優勝決定戦が最長で7連戦と、3連戦のワイルドカードシリーズや5連戦の地区シリーズよりも長くなるため、ドジャースは投手を増やすことにした。ウッドはこの年の防御率が6.39と低迷していたものの、ポストシーズン経験の豊富さなどが評価された。地区シリーズでは、ラックスは第3戦の9回表に代打で出場して三振に倒れ、ゴアは出番なしに終わっていた。

## 開幕前の予想
CBSスポーツが自社の記者6人にどちらがシリーズを制するか予想させたところ、6人全員がドジャースの勝利と答えた。また『スポーツ・イラストレイテッド』も同様の企画を記者5人で行い、こちらも5人全員がドジャースを支持した。『ダラス・モーニングニュース』の企画では、記者・コラムニスト4人のうちブレーブス支持がひとりいたものの、残りの3人はドジャース勝利と予想した。

## 試合結果
2020年のナショナルリーグ優勝決定戦は10月12日に開幕し、7日間で7試合が行われた。日程・結果は以下の通り。
| 日付                                                     | 試合  | 先攻球団                 | スコア | 後攻球団                 | 開催球場                   | 開催球場 |
| -------------------------------------------------------- | ----- | ------------------------ | ------ | ------------------------ | -------------------------- | --- |
| 10月12日（月）                                           | 第1戦 | アトランタ・ブレーブス   | 5－1   | ロサンゼルス・ドジャース | グローブライフ・フィールド | 開催地 · グローブライフ・ · フィールドブレーブス本拠地 · トゥルーイスト・ · パークドジャース本拠地 · ドジャー・ · スタジアム |
| 10月13日（火）                                           | 第2戦 | アトランタ・ブレーブス   | 8－7   | ロサンゼルス・ドジャース | グローブライフ・フィールド | 開催地 · グローブライフ・ · フィールドブレーブス本拠地 · トゥルーイスト・ · パークドジャース本拠地 · ドジャー・ · スタジアム |
| 10月14日（水）                                           | 第3戦 | ロサンゼルス・ドジャース | 15－3  | アトランタ・ブレーブス   | グローブライフ・フィールド | 開催地 · グローブライフ・ · フィールドブレーブス本拠地 · トゥルーイスト・ · パークドジャース本拠地 · ドジャー・ · スタジアム |
| 10月15日（木）                                           | 第4戦 | ロサンゼルス・ドジャース | 2－10  | アトランタ・ブレーブス   | グローブライフ・フィールド | 開催地 · グローブライフ・ · フィールドブレーブス本拠地 · トゥルーイスト・ · パークドジャース本拠地 · ドジャー・ · スタジアム |
| 10月16日（金）                                           | 第5戦 | ロサンゼルス・ドジャース | 7－3   | アトランタ・ブレーブス   | グローブライフ・フィールド | 開催地 · グローブライフ・ · フィールドブレーブス本拠地 · トゥルーイスト・ · パークドジャース本拠地 · ドジャー・ · スタジアム |
| 10月17日（土）                                           | 第6戦 | アトランタ・ブレーブス   | 1－3   | ロサンゼルス・ドジャース | グローブライフ・フィールド | 開催地 · グローブライフ・ · フィールドブレーブス本拠地 · トゥルーイスト・ · パークドジャース本拠地 · ドジャー・ · スタジアム |
| 10月18日（日）                                           | 第7戦 | アトランタ・ブレーブス   | 3－4   | ロサンゼルス・ドジャース | グローブライフ・フィールド | 開催地 · グローブライフ・ · フィールドブレーブス本拠地 · トゥルーイスト・ · パークドジャース本拠地 · ドジャー・ · スタジアム |
| 優勝：ロサンゼルス・ドジャース（4勝3敗 / 2年ぶり24度目） |       |                          |        |                          |                            | 開催地 · グローブライフ・ · フィールドブレーブス本拠地 · トゥルーイスト・ · パークドジャース本拠地 · ドジャー・ · スタジアム |

### 第1戦 10月12日
- グローブライフ・フィールド（テキサス州アーリントン）

|                          | 1 | 2 | 3 | 4 | 5 | 6 | 7 | 8 | 9 | R | H | E |
| ------------------------ | - | - | - | - | - | - | - | - | - | - | - | - |
| アトランタ・ブレーブス   | 1 | 0 | 0 | 0 | 0 | 0 | 0 | 0 | 4 | 5 | 8 | 0 |
| ロサンゼルス・ドジャース | 0 | 0 | 0 | 0 | 1 | 0 | 0 | 0 | 0 | 1 | 4 | 0 |

1. 勝利：ウィル・M・スミス（1勝）
2. 敗戦：ブレイク・トレイネン（1敗）
3. 本塁打
ATL：フレディ・フリーマン1号ソロ、オースティン・ライリー1号ソロ、オジー・アルビーズ1号2ラン
LAD：エンリケ・ヘルナンデス1号ソロ
4. 審判
［球審］パット・ホーバーグ
［塁審］一塁: ジム・レイノルズ、二塁: コーリー・ブレイザー、三塁: ダン・アイアソーニャ
［外審］左翼: アラン・ポーター、右翼: ジェームズ・ホイ
5. 試合開始時刻: 中部夏時間（UTC-5）午後7時8分  試合時間: 3時間22分  観客: 1万700人  気温: 75°F（23.9°C）
詳細: MLB.com Gameday / ESPN.com / Baseball-Reference.com / Fangraphs

| アトランタ・ブレーブス | アトランタ・ブレーブス | アトランタ・ブレーブス | アトランタ・ブレーブス | アトランタ・ブレーブス | ロサンゼルス・ドジャース | ロサンゼルス・ドジャース | ロサンゼルス・ドジャース | ロサンゼルス・ドジャース | ロサンゼルス・ドジャース                                                                                                |
| ---------------------- | ---------------------- | ---------------------- | ---------------------- | --- | ------------------------ | ------------------------ | ------------------------ | ------------------------ | --- |
| 打順                   | 守備                   | 選手                   | 打席                   | M・フリードT・ダーノーF・フリーマンO・アルビーズA・ライリーD・スワンソンA・デュバルR・アクーニャJr.N・マーケイキスM・オズナ | 打順                     | 守備                     | 選手                     | 打席                     | W・ビューラーW・D・スミスM・マンシーE・ヘルナンデスJ・ターナーC・シーガーC・テイラーC・ベリンジャーM・ベッツA・ポロック |
| 1                      | 中                     | R・アクーニャJr.       | 右                     | M・フリードT・ダーノーF・フリーマンO・アルビーズA・ライリーD・スワンソンA・デュバルR・アクーニャJr.N・マーケイキスM・オズナ | 1                        | 右                       | M・ベッツ                | 右                       | W・ビューラーW・D・スミスM・マンシーE・ヘルナンデスJ・ターナーC・シーガーC・テイラーC・ベリンジャーM・ベッツA・ポロック |
| 2                      | 一                     | F・フリーマン          | 左                     | M・フリードT・ダーノーF・フリーマンO・アルビーズA・ライリーD・スワンソンA・デュバルR・アクーニャJr.N・マーケイキスM・オズナ | 2                        | 遊                       | C・シーガー              | 左                       | W・ビューラーW・D・スミスM・マンシーE・ヘルナンデスJ・ターナーC・シーガーC・テイラーC・ベリンジャーM・ベッツA・ポロック |
| 3                      | DH                     | M・オズナ              | 右                     | M・フリードT・ダーノーF・フリーマンO・アルビーズA・ライリーD・スワンソンA・デュバルR・アクーニャJr.N・マーケイキスM・オズナ | 3                        | 三                       | J・ターナー              | 右                       | W・ビューラーW・D・スミスM・マンシーE・ヘルナンデスJ・ターナーC・シーガーC・テイラーC・ベリンジャーM・ベッツA・ポロック |
| 4                      | 捕                     | T・ダーノー            | 右                     | M・フリードT・ダーノーF・フリーマンO・アルビーズA・ライリーD・スワンソンA・デュバルR・アクーニャJr.N・マーケイキスM・オズナ | 4                        | 一                       | M・マンシー              | 左                       | W・ビューラーW・D・スミスM・マンシーE・ヘルナンデスJ・ターナーC・シーガーC・テイラーC・ベリンジャーM・ベッツA・ポロック |
| 5                      | 二                     | O・アルビーズ          | 両                     | M・フリードT・ダーノーF・フリーマンO・アルビーズA・ライリーD・スワンソンA・デュバルR・アクーニャJr.N・マーケイキスM・オズナ | 5                        | 捕                       | W・D・スミス             | 右                       | W・ビューラーW・D・スミスM・マンシーE・ヘルナンデスJ・ターナーC・シーガーC・テイラーC・ベリンジャーM・ベッツA・ポロック |
| 6                      | 遊                     | D・スワンソン          | 右                     | M・フリードT・ダーノーF・フリーマンO・アルビーズA・ライリーD・スワンソンA・デュバルR・アクーニャJr.N・マーケイキスM・オズナ | 6                        | 中                       | C・ベリンジャー          | 左                       | W・ビューラーW・D・スミスM・マンシーE・ヘルナンデスJ・ターナーC・シーガーC・テイラーC・ベリンジャーM・ベッツA・ポロック |
| 7                      | 左                     | A・デュバル            | 右                     | M・フリードT・ダーノーF・フリーマンO・アルビーズA・ライリーD・スワンソンA・デュバルR・アクーニャJr.N・マーケイキスM・オズナ | 7                        | DH                       | A・ポロック              | 右                       | W・ビューラーW・D・スミスM・マンシーE・ヘルナンデスJ・ターナーC・シーガーC・テイラーC・ベリンジャーM・ベッツA・ポロック |
| 8                      | 右                     | N・マーケイキス        | 左                     | M・フリードT・ダーノーF・フリーマンO・アルビーズA・ライリーD・スワンソンA・デュバルR・アクーニャJr.N・マーケイキスM・オズナ | 8                        | 二                       | E・ヘルナンデス          | 右                       | W・ビューラーW・D・スミスM・マンシーE・ヘルナンデスJ・ターナーC・シーガーC・テイラーC・ベリンジャーM・ベッツA・ポロック |
| 9                      | 三                     | A・ライリー            | 右                     | M・フリードT・ダーノーF・フリーマンO・アルビーズA・ライリーD・スワンソンA・デュバルR・アクーニャJr.N・マーケイキスM・オズナ | 9                        | 左                       | C・テイラー              | 右                       | W・ビューラーW・D・スミスM・マンシーE・ヘルナンデスJ・ターナーC・シーガーC・テイラーC・ベリンジャーM・ベッツA・ポロック |
| 先発投手               | 先発投手               | 先発投手               | 投球                   | M・フリードT・ダーノーF・フリーマンO・アルビーズA・ライリーD・スワンソンA・デュバルR・アクーニャJr.N・マーケイキスM・オズナ | 先発投手                 | 先発投手                 | 先発投手                 | 投球                     | W・ビューラーW・D・スミスM・マンシーE・ヘルナンデスJ・ターナーC・シーガーC・テイラーC・ベリンジャーM・ベッツA・ポロック |
| M・フリード            | M・フリード            | M・フリード            | 左                     | M・フリードT・ダーノーF・フリーマンO・アルビーズA・ライリーD・スワンソンA・デュバルR・アクーニャJr.N・マーケイキスM・オズナ | W・ビューラー            | W・ビューラー            | W・ビューラー            | 右                       | W・ビューラーW・D・スミスM・マンシーE・ヘルナンデスJ・ターナーC・シーガーC・テイラーC・ベリンジャーM・ベッツA・ポロック |

### 第2戦 10月13日
- グローブライフ・フィールド（テキサス州アーリントン）

|                          | 1 | 2 | 3 | 4 | 5 | 6 | 7 | 8 | 9 | R | H  | E |
| ------------------------ | - | - | - | - | - | - | - | - | - | - | -- | - |
| アトランタ・ブレーブス   | 0 | 0 | 0 | 2 | 4 | 0 | 1 | 0 | 1 | 8 | 10 | 1 |
| ロサンゼルス・ドジャース | 0 | 0 | 0 | 0 | 0 | 0 | 3 | 0 | 4 | 7 | 10 | 0 |

1. 勝利：タイラー・マツェック（1勝）
2. セーブ：マーク・マランソン（1S）
3. 敗戦：トニー・ゴンソリン（1敗）
4. 本塁打
ATL：フレディ・フリーマン2号2ラン、オジー・アルビーズ2号ソロ
LAD：コーリー・シーガー1号3ラン、マックス・マンシー1号2ラン
5. 審判
［球審］ウィル・リトル
［塁審］一塁: コーリー・ブレイザー、二塁: ダン・アイアソーニャ、三塁: アラン・ポーター
［外審］左翼: ジェームズ・ホイ、右翼: パット・ホーバーグ
6. 試合開始時刻: 中部夏時間（UTC-5）午後5時5分  試合時間: 4時間12分  観客: 1万624人  気温: 84°F（28.9°C）
詳細: MLB.com Gameday / ESPN.com / Baseball-Reference.com / Fangraphs

| アトランタ・ブレーブス | アトランタ・ブレーブス | アトランタ・ブレーブス | アトランタ・ブレーブス | アトランタ・ブレーブス | ロサンゼルス・ドジャース | ロサンゼルス・ドジャース | ロサンゼルス・ドジャース | ロサンゼルス・ドジャース | ロサンゼルス・ドジャース                                                                                                |
| ---------------------- | ---------------------- | ---------------------- | ---------------------- | --- | ------------------------ | ------------------------ | ------------------------ | ------------------------ | --- |
| 打順                   | 守備                   | 選手                   | 打席                   | I・アンダーソンT・ダーノーF・フリーマンO・アルビーズA・ライリーD・スワンソンN・マーケイキスC・パチェR・アクーニャJr.M・オズナ | 打順                     | 守備                     | 選手                     | 打席                     | T・ゴンソリンW・D・スミスM・マンシーC・テイラーJ・ターナーC・シーガーA・ポロックC・ベリンジャーM・ベッツJ・ピーダーソン |
| 1                      | 右                     | R・アクーニャJr.       | 右                     | I・アンダーソンT・ダーノーF・フリーマンO・アルビーズA・ライリーD・スワンソンN・マーケイキスC・パチェR・アクーニャJr.M・オズナ | 1                        | 右                       | M・ベッツ                | 右                       | T・ゴンソリンW・D・スミスM・マンシーC・テイラーJ・ターナーC・シーガーA・ポロックC・ベリンジャーM・ベッツJ・ピーダーソン |
| 2                      | 一                     | F・フリーマン          | 左                     | I・アンダーソンT・ダーノーF・フリーマンO・アルビーズA・ライリーD・スワンソンN・マーケイキスC・パチェR・アクーニャJr.M・オズナ | 2                        | 遊                       | C・シーガー              | 左                       | T・ゴンソリンW・D・スミスM・マンシーC・テイラーJ・ターナーC・シーガーA・ポロックC・ベリンジャーM・ベッツJ・ピーダーソン |
| 3                      | DH                     | M・オズナ              | 右                     | I・アンダーソンT・ダーノーF・フリーマンO・アルビーズA・ライリーD・スワンソンN・マーケイキスC・パチェR・アクーニャJr.M・オズナ | 3                        | 三                       | J・ターナー              | 右                       | T・ゴンソリンW・D・スミスM・マンシーC・テイラーJ・ターナーC・シーガーA・ポロックC・ベリンジャーM・ベッツJ・ピーダーソン |
| 4                      | 捕                     | T・ダーノー            | 右                     | I・アンダーソンT・ダーノーF・フリーマンO・アルビーズA・ライリーD・スワンソンN・マーケイキスC・パチェR・アクーニャJr.M・オズナ | 4                        | 一                       | M・マンシー              | 左                       | T・ゴンソリンW・D・スミスM・マンシーC・テイラーJ・ターナーC・シーガーA・ポロックC・ベリンジャーM・ベッツJ・ピーダーソン |
| 5                      | 二                     | O・アルビーズ          | 両                     | I・アンダーソンT・ダーノーF・フリーマンO・アルビーズA・ライリーD・スワンソンN・マーケイキスC・パチェR・アクーニャJr.M・オズナ | 5                        | 捕                       | W・D・スミス             | 右                       | T・ゴンソリンW・D・スミスM・マンシーC・テイラーJ・ターナーC・シーガーA・ポロックC・ベリンジャーM・ベッツJ・ピーダーソン |
| 6                      | 遊                     | D・スワンソン          | 右                     | I・アンダーソンT・ダーノーF・フリーマンO・アルビーズA・ライリーD・スワンソンN・マーケイキスC・パチェR・アクーニャJr.M・オズナ | 6                        | 中                       | C・ベリンジャー          | 左                       | T・ゴンソリンW・D・スミスM・マンシーC・テイラーJ・ターナーC・シーガーA・ポロックC・ベリンジャーM・ベッツJ・ピーダーソン |
| 7                      | 三                     | A・ライリー            | 右                     | I・アンダーソンT・ダーノーF・フリーマンO・アルビーズA・ライリーD・スワンソンN・マーケイキスC・パチェR・アクーニャJr.M・オズナ | 7                        | 左                       | A・ポロック              | 右                       | T・ゴンソリンW・D・スミスM・マンシーC・テイラーJ・ターナーC・シーガーA・ポロックC・ベリンジャーM・ベッツJ・ピーダーソン |
| 8                      | 左                     | N・マーケイキス        | 左                     | I・アンダーソンT・ダーノーF・フリーマンO・アルビーズA・ライリーD・スワンソンN・マーケイキスC・パチェR・アクーニャJr.M・オズナ | 8                        | DH                       | J・ピーダーソン          | 左                       | T・ゴンソリンW・D・スミスM・マンシーC・テイラーJ・ターナーC・シーガーA・ポロックC・ベリンジャーM・ベッツJ・ピーダーソン |
| 9                      | 中                     | C・パチェ              | 右                     | I・アンダーソンT・ダーノーF・フリーマンO・アルビーズA・ライリーD・スワンソンN・マーケイキスC・パチェR・アクーニャJr.M・オズナ | 9                        | 二                       | C・テイラー              | 右                       | T・ゴンソリンW・D・スミスM・マンシーC・テイラーJ・ターナーC・シーガーA・ポロックC・ベリンジャーM・ベッツJ・ピーダーソン |
| 先発投手               | 先発投手               | 先発投手               | 投球                   | I・アンダーソンT・ダーノーF・フリーマンO・アルビーズA・ライリーD・スワンソンN・マーケイキスC・パチェR・アクーニャJr.M・オズナ | 先発投手                 | 先発投手                 | 先発投手                 | 投球                     | T・ゴンソリンW・D・スミスM・マンシーC・テイラーJ・ターナーC・シーガーA・ポロックC・ベリンジャーM・ベッツJ・ピーダーソン |
| I・アンダーソン        | I・アンダーソン        | I・アンダーソン        | 右                     | I・アンダーソンT・ダーノーF・フリーマンO・アルビーズA・ライリーD・スワンソンN・マーケイキスC・パチェR・アクーニャJr.M・オズナ | T・ゴンソリン            | T・ゴンソリン            | T・ゴンソリン            | 右                       | T・ゴンソリンW・D・スミスM・マンシーC・テイラーJ・ターナーC・シーガーA・ポロックC・ベリンジャーM・ベッツJ・ピーダーソン |

### 第3戦 10月14日
- グローブライフ・フィールド（テキサス州アーリントン）

|                          | 1  | 2 | 3 | 4 | 5 | 6 | 7 | 8 | 9 | R  | H  | E |
| ------------------------ | -- | - | - | - | - | - | - | - | - | -- | -- | - |
| ロサンゼルス・ドジャース | 11 | 1 | 3 | 0 | 0 | 0 | 0 | 0 | 0 | 15 | 16 | 0 |
| アトランタ・ブレーブス   | 0  | 0 | 1 | 0 | 0 | 0 | 0 | 0 | 2 | 3  | 7  | 0 |

1. 勝利：フリオ・ウリアス（1勝）
2. 敗戦：カイル・ライト（1敗）
3. 本塁打
LAD：ジョク・ピーダーソン1号3ラン、エドウィン・リオス1号ソロ、マックス・マンシー2号満塁、コディ・ベリンジャー1号ソロ、コーリー・シーガー2号ソロ
ATL：クリスチャン・パチェ1号ソロ
4. 審判
［球審］ジム・レイノルズ
［塁審］一塁: ダン・アイアソーニャ、二塁: アラン・ポーター、三塁: ジェームズ・ホイ
［外審］左翼: パット・ホーバーグ、右翼: ウィル・リトル
5. 試合開始時刻: 中部夏時間（UTC-5）午後5時5分  試合時間: 4時間15分  観客: 1万664人  気温: 90°F（32.2°C）
詳細: MLB.com Gameday / ESPN.com / Baseball-Reference.com / Fangraphs

| ロサンゼルス・ドジャース | ロサンゼルス・ドジャース | ロサンゼルス・ドジャース | ロサンゼルス・ドジャース | ロサンゼルス・ドジャース                                                                                            | アトランタ・ブレーブス | アトランタ・ブレーブス | アトランタ・ブレーブス | アトランタ・ブレーブス | アトランタ・ブレーブス                                                                                              |
| ------------------------ | ------------------------ | ------------------------ | ------------------------ | --- | ---------------------- | ---------------------- | ---------------------- | ---------------------- | --- |
| 打順                     | 守備                     | 選手                     | 打席                     | J・ウリアスW・D・スミスM・マンシーC・テイラーE・リオスC・シーガーJ・ピーダーソンC・ベリンジャーM・ベッツJ・ターナー | 打順                   | 守備                   | 選手                   | 打席                   | K・ライトT・ダーノーF・フリーマンO・アルビーズJ・カマルゴD・スワンソンA・ライリーC・パチェR・アクーニャJr.M・オズナ |
| 1                        | 右                       | M・ベッツ                | 右                       | J・ウリアスW・D・スミスM・マンシーC・テイラーE・リオスC・シーガーJ・ピーダーソンC・ベリンジャーM・ベッツJ・ターナー | 1                      | 右                     | R・アクーニャJr.       | 右                     | K・ライトT・ダーノーF・フリーマンO・アルビーズJ・カマルゴD・スワンソンA・ライリーC・パチェR・アクーニャJr.M・オズナ |
| 2                        | 遊                       | C・シーガー              | 左                       | J・ウリアスW・D・スミスM・マンシーC・テイラーE・リオスC・シーガーJ・ピーダーソンC・ベリンジャーM・ベッツJ・ターナー | 2                      | 一                     | F・フリーマン          | 左                     | K・ライトT・ダーノーF・フリーマンO・アルビーズJ・カマルゴD・スワンソンA・ライリーC・パチェR・アクーニャJr.M・オズナ |
| 3                        | DH                       | J・ターナー              | 右                       | J・ウリアスW・D・スミスM・マンシーC・テイラーE・リオスC・シーガーJ・ピーダーソンC・ベリンジャーM・ベッツJ・ターナー | 3                      | DH                     | M・オズナ              | 右                     | K・ライトT・ダーノーF・フリーマンO・アルビーズJ・カマルゴD・スワンソンA・ライリーC・パチェR・アクーニャJr.M・オズナ |
| 4                        | 一                       | M・マンシー              | 左                       | J・ウリアスW・D・スミスM・マンシーC・テイラーE・リオスC・シーガーJ・ピーダーソンC・ベリンジャーM・ベッツJ・ターナー | 4                      | 捕                     | T・ダーノー            | 右                     | K・ライトT・ダーノーF・フリーマンO・アルビーズJ・カマルゴD・スワンソンA・ライリーC・パチェR・アクーニャJr.M・オズナ |
| 5                        | 捕                       | W・D・スミス             | 右                       | J・ウリアスW・D・スミスM・マンシーC・テイラーE・リオスC・シーガーJ・ピーダーソンC・ベリンジャーM・ベッツJ・ターナー | 5                      | 二                     | O・アルビーズ          | 両                     | K・ライトT・ダーノーF・フリーマンO・アルビーズJ・カマルゴD・スワンソンA・ライリーC・パチェR・アクーニャJr.M・オズナ |
| 6                        | 中                       | C・ベリンジャー          | 左                       | J・ウリアスW・D・スミスM・マンシーC・テイラーE・リオスC・シーガーJ・ピーダーソンC・ベリンジャーM・ベッツJ・ターナー | 6                      | 遊                     | D・スワンソン          | 右                     | K・ライトT・ダーノーF・フリーマンO・アルビーズJ・カマルゴD・スワンソンA・ライリーC・パチェR・アクーニャJr.M・オズナ |
| 7                        | 左                       | J・ピーダーソン          | 左                       | J・ウリアスW・D・スミスM・マンシーC・テイラーE・リオスC・シーガーJ・ピーダーソンC・ベリンジャーM・ベッツJ・ターナー | 7                      | 左                     | A・ライリー            | 右                     | K・ライトT・ダーノーF・フリーマンO・アルビーズJ・カマルゴD・スワンソンA・ライリーC・パチェR・アクーニャJr.M・オズナ |
| 8                        | 三                       | E・リオス                | 左                       | J・ウリアスW・D・スミスM・マンシーC・テイラーE・リオスC・シーガーJ・ピーダーソンC・ベリンジャーM・ベッツJ・ターナー | 8                      | 三                     | J・カマルゴ            | 両                     | K・ライトT・ダーノーF・フリーマンO・アルビーズJ・カマルゴD・スワンソンA・ライリーC・パチェR・アクーニャJr.M・オズナ |
| 9                        | 二                       | C・テイラー              | 右                       | J・ウリアスW・D・スミスM・マンシーC・テイラーE・リオスC・シーガーJ・ピーダーソンC・ベリンジャーM・ベッツJ・ターナー | 9                      | 中                     | C・パチェ              | 右                     | K・ライトT・ダーノーF・フリーマンO・アルビーズJ・カマルゴD・スワンソンA・ライリーC・パチェR・アクーニャJr.M・オズナ |
| 先発投手                 | 先発投手                 | 先発投手                 | 投球                     | J・ウリアスW・D・スミスM・マンシーC・テイラーE・リオスC・シーガーJ・ピーダーソンC・ベリンジャーM・ベッツJ・ターナー | 先発投手               | 先発投手               | 先発投手               | 投球                   | K・ライトT・ダーノーF・フリーマンO・アルビーズJ・カマルゴD・スワンソンA・ライリーC・パチェR・アクーニャJr.M・オズナ |
| J・ウリアス              | J・ウリアス              | J・ウリアス              | 左                       | J・ウリアスW・D・スミスM・マンシーC・テイラーE・リオスC・シーガーJ・ピーダーソンC・ベリンジャーM・ベッツJ・ターナー | K・ライト              | K・ライト              | K・ライト              | 右                     | K・ライトT・ダーノーF・フリーマンO・アルビーズJ・カマルゴD・スワンソンA・ライリーC・パチェR・アクーニャJr.M・オズナ |

### 第4戦 10月15日
- グローブライフ・フィールド（テキサス州アーリントン）

|                          | 1 | 2 | 3 | 4 | 5 | 6 | 7 | 8 | 9 | R  | H  | E |
| ------------------------ | - | - | - | - | - | - | - | - | - | -- | -- | - |
| ロサンゼルス・ドジャース | 0 | 0 | 1 | 0 | 0 | 0 | 1 | 0 | 0 | 2  | 3  | 2 |
| アトランタ・ブレーブス   | 0 | 0 | 0 | 1 | 0 | 6 | 1 | 2 | X | 10 | 14 | 0 |

1. 勝利：ブライス・ウィルソン（1勝）
2. 敗戦：クレイトン・カーショウ（1敗）
3. 本塁打
LAD：エドウィン・リオス2号ソロ
ATL：マーセル・オズナ1号ソロ・2号ソロ
4. 審判
［球審］コーリー・ブレイザー
［塁審］一塁: アラン・ポーター、二塁: ジェームズ・ホイ、三塁: パット・ホーバーグ
［外審］左翼: ウィル・リトル、右翼: ジム・レイノルズ
5. 試合開始時刻: 中部夏時間（UTC-5）午後7時8分  試合時間: 3時間43分  観客: 1万1044人  気温: 68°F（20°C）
詳細: MLB.com Gameday / ESPN.com / Baseball-Reference.com / Fangraphs

| ロサンゼルス・ドジャース | ロサンゼルス・ドジャース | ロサンゼルス・ドジャース | ロサンゼルス・ドジャース | ロサンゼルス・ドジャース                                                                                                 | アトランタ・ブレーブス | アトランタ・ブレーブス | アトランタ・ブレーブス | アトランタ・ブレーブス | アトランタ・ブレーブス                                                                                                  |
| ------------------------ | ------------------------ | ------------------------ | ------------------------ | --- | ---------------------- | ---------------------- | ---------------------- | ---------------------- | --- |
| 打順                     | 守備                     | 選手                     | 打席                     | C・カーショウA・バーンズM・マンシーE・ヘルナンデスJ・ターナーC・シーガーJ・ピーダーソンC・ベリンジャーM・ベッツE・リオス | 打順                   | 守備                   | 選手                   | 打席                   | B・ウィルソンT・ダーノーF・フリーマンO・アルビーズJ・カマルゴD・スワンソンA・ライリーC・パチェR・アクーニャJr.M・オズナ |
| 1                        | 右                       | M・ベッツ                | 右                       | C・カーショウA・バーンズM・マンシーE・ヘルナンデスJ・ターナーC・シーガーJ・ピーダーソンC・ベリンジャーM・ベッツE・リオス | 1                      | 右                     | R・アクーニャJr.       | 右                     | B・ウィルソンT・ダーノーF・フリーマンO・アルビーズJ・カマルゴD・スワンソンA・ライリーC・パチェR・アクーニャJr.M・オズナ |
| 2                        | 遊                       | C・シーガー              | 左                       | C・カーショウA・バーンズM・マンシーE・ヘルナンデスJ・ターナーC・シーガーJ・ピーダーソンC・ベリンジャーM・ベッツE・リオス | 2                      | 一                     | F・フリーマン          | 左                     | B・ウィルソンT・ダーノーF・フリーマンO・アルビーズJ・カマルゴD・スワンソンA・ライリーC・パチェR・アクーニャJr.M・オズナ |
| 3                        | 三                       | J・ターナー              | 右                       | C・カーショウA・バーンズM・マンシーE・ヘルナンデスJ・ターナーC・シーガーJ・ピーダーソンC・ベリンジャーM・ベッツE・リオス | 3                      | DH                     | M・オズナ              | 右                     | B・ウィルソンT・ダーノーF・フリーマンO・アルビーズJ・カマルゴD・スワンソンA・ライリーC・パチェR・アクーニャJr.M・オズナ |
| 4                        | 一                       | M・マンシー              | 左                       | C・カーショウA・バーンズM・マンシーE・ヘルナンデスJ・ターナーC・シーガーJ・ピーダーソンC・ベリンジャーM・ベッツE・リオス | 4                      | 捕                     | T・ダーノー            | 右                     | B・ウィルソンT・ダーノーF・フリーマンO・アルビーズJ・カマルゴD・スワンソンA・ライリーC・パチェR・アクーニャJr.M・オズナ |
| 5                        | 左                       | J・ピーダーソン          | 左                       | C・カーショウA・バーンズM・マンシーE・ヘルナンデスJ・ターナーC・シーガーJ・ピーダーソンC・ベリンジャーM・ベッツE・リオス | 5                      | 二                     | O・アルビーズ          | 両                     | B・ウィルソンT・ダーノーF・フリーマンO・アルビーズJ・カマルゴD・スワンソンA・ライリーC・パチェR・アクーニャJr.M・オズナ |
| 6                        | 中                       | C・ベリンジャー          | 左                       | C・カーショウA・バーンズM・マンシーE・ヘルナンデスJ・ターナーC・シーガーJ・ピーダーソンC・ベリンジャーM・ベッツE・リオス | 6                      | 遊                     | D・スワンソン          | 右                     | B・ウィルソンT・ダーノーF・フリーマンO・アルビーズJ・カマルゴD・スワンソンA・ライリーC・パチェR・アクーニャJr.M・オズナ |
| 7                        | DH                       | E・リオス                | 左                       | C・カーショウA・バーンズM・マンシーE・ヘルナンデスJ・ターナーC・シーガーJ・ピーダーソンC・ベリンジャーM・ベッツE・リオス | 7                      | 左                     | A・ライリー            | 右                     | B・ウィルソンT・ダーノーF・フリーマンO・アルビーズJ・カマルゴD・スワンソンA・ライリーC・パチェR・アクーニャJr.M・オズナ |
| 8                        | 二                       | E・ヘルナンデス          | 右                       | C・カーショウA・バーンズM・マンシーE・ヘルナンデスJ・ターナーC・シーガーJ・ピーダーソンC・ベリンジャーM・ベッツE・リオス | 8                      | 三                     | J・カマルゴ            | 両                     | B・ウィルソンT・ダーノーF・フリーマンO・アルビーズJ・カマルゴD・スワンソンA・ライリーC・パチェR・アクーニャJr.M・オズナ |
| 9                        | 捕                       | A・バーンズ              | 右                       | C・カーショウA・バーンズM・マンシーE・ヘルナンデスJ・ターナーC・シーガーJ・ピーダーソンC・ベリンジャーM・ベッツE・リオス | 9                      | 中                     | C・パチェ              | 右                     | B・ウィルソンT・ダーノーF・フリーマンO・アルビーズJ・カマルゴD・スワンソンA・ライリーC・パチェR・アクーニャJr.M・オズナ |
| 先発投手                 | 先発投手                 | 先発投手                 | 投球                     | C・カーショウA・バーンズM・マンシーE・ヘルナンデスJ・ターナーC・シーガーJ・ピーダーソンC・ベリンジャーM・ベッツE・リオス | 先発投手               | 先発投手               | 先発投手               | 投球                   | B・ウィルソンT・ダーノーF・フリーマンO・アルビーズJ・カマルゴD・スワンソンA・ライリーC・パチェR・アクーニャJr.M・オズナ |
| C・カーショウ            | C・カーショウ            | C・カーショウ            | 左                       | C・カーショウA・バーンズM・マンシーE・ヘルナンデスJ・ターナーC・シーガーJ・ピーダーソンC・ベリンジャーM・ベッツE・リオス | B・ウィルソン          | B・ウィルソン          | B・ウィルソン          | 右                     | B・ウィルソンT・ダーノーF・フリーマンO・アルビーズJ・カマルゴD・スワンソンA・ライリーC・パチェR・アクーニャJr.M・オズナ |

### 第5戦 10月16日
- グローブライフ・フィールド（テキサス州アーリントン）

|                          | 1 | 2 | 3 | 4 | 5 | 6 | 7 | 8 | 9 | R | H | E |
| ------------------------ | - | - | - | - | - | - | - | - | - | - | - | - |
| ロサンゼルス・ドジャース | 0 | 0 | 0 | 1 | 0 | 3 | 3 | 0 | 0 | 7 | 9 | 0 |
| アトランタ・ブレーブス   | 1 | 1 | 0 | 0 | 0 | 0 | 0 | 1 | 0 | 3 | 7 | 0 |

1. 勝利：ブレイク・トレイネン（1勝1敗）
2. 敗戦：ウィル・M・スミス（1勝1敗）
3. 本塁打
LAD：コーリー・シーガー3号ソロ・4号2ラン、ウィル・D・スミス1号3ラン
4. 審判
［球審］ダン・アイアソーニャ
［塁審］一塁: ジェームズ・ホイ、二塁: パット・ホーバーグ、三塁: ウィル・リトル
［外審］左翼: ジム・レイノルズ、右翼: コーリー・ブレイザー
5. 試合開始時刻: 中部夏時間（UTC-5）午後8時8分  試合時間: 3時間45分  観客: 1万1119人  気温: 63°F（17.2°C）
詳細: MLB.com Gameday / ESPN.com / Baseball-Reference.com / Fangraphs

| ロサンゼルス・ドジャース | ロサンゼルス・ドジャース | ロサンゼルス・ドジャース | ロサンゼルス・ドジャース | ロサンゼルス・ドジャース                                                                                          | アトランタ・ブレーブス | アトランタ・ブレーブス | アトランタ・ブレーブス | アトランタ・ブレーブス | アトランタ・ブレーブス |
| ------------------------ | ------------------------ | ------------------------ | ------------------------ | --- | ---------------------- | ---------------------- | ---------------------- | ---------------------- | --- |
| 打順                     | 守備                     | 選手                     | 打席                     | D・メイW・D・スミスM・マンシーC・テイラーJ・ターナーC・シーガーA・ポロックC・ベリンジャーM・ベッツJ・ピーダーソン | 打順                   | 守備                   | 選手                   | 打席                   | A・ミンターT・ダーノーF・フリーマンO・アルビーズA・ライリーD・スワンソンN・マーケイキスC・パチェR・アクーニャJr.M・オズナ |
| 1                        | 右                       | M・ベッツ                | 右                       | D・メイW・D・スミスM・マンシーC・テイラーJ・ターナーC・シーガーA・ポロックC・ベリンジャーM・ベッツJ・ピーダーソン | 1                      | 右                     | R・アクーニャJr.       | 右                     | A・ミンターT・ダーノーF・フリーマンO・アルビーズA・ライリーD・スワンソンN・マーケイキスC・パチェR・アクーニャJr.M・オズナ |
| 2                        | 遊                       | C・シーガー              | 左                       | D・メイW・D・スミスM・マンシーC・テイラーJ・ターナーC・シーガーA・ポロックC・ベリンジャーM・ベッツJ・ピーダーソン | 2                      | 一                     | F・フリーマン          | 左                     | A・ミンターT・ダーノーF・フリーマンO・アルビーズA・ライリーD・スワンソンN・マーケイキスC・パチェR・アクーニャJr.M・オズナ |
| 3                        | 三                       | J・ターナー              | 右                       | D・メイW・D・スミスM・マンシーC・テイラーJ・ターナーC・シーガーA・ポロックC・ベリンジャーM・ベッツJ・ピーダーソン | 3                      | DH                     | M・オズナ              | 右                     | A・ミンターT・ダーノーF・フリーマンO・アルビーズA・ライリーD・スワンソンN・マーケイキスC・パチェR・アクーニャJr.M・オズナ |
| 4                        | 一                       | M・マンシー              | 左                       | D・メイW・D・スミスM・マンシーC・テイラーJ・ターナーC・シーガーA・ポロックC・ベリンジャーM・ベッツJ・ピーダーソン | 4                      | 捕                     | T・ダーノー            | 右                     | A・ミンターT・ダーノーF・フリーマンO・アルビーズA・ライリーD・スワンソンN・マーケイキスC・パチェR・アクーニャJr.M・オズナ |
| 5                        | 捕                       | W・D・スミス             | 右                       | D・メイW・D・スミスM・マンシーC・テイラーJ・ターナーC・シーガーA・ポロックC・ベリンジャーM・ベッツJ・ピーダーソン | 5                      | 二                     | O・アルビーズ          | 両                     | A・ミンターT・ダーノーF・フリーマンO・アルビーズA・ライリーD・スワンソンN・マーケイキスC・パチェR・アクーニャJr.M・オズナ |
| 6                        | 中                       | C・ベリンジャー          | 左                       | D・メイW・D・スミスM・マンシーC・テイラーJ・ターナーC・シーガーA・ポロックC・ベリンジャーM・ベッツJ・ピーダーソン | 6                      | 遊                     | D・スワンソン          | 右                     | A・ミンターT・ダーノーF・フリーマンO・アルビーズA・ライリーD・スワンソンN・マーケイキスC・パチェR・アクーニャJr.M・オズナ |
| 7                        | 左                       | A・ポロック              | 右                       | D・メイW・D・スミスM・マンシーC・テイラーJ・ターナーC・シーガーA・ポロックC・ベリンジャーM・ベッツJ・ピーダーソン | 7                      | 三                     | A・ライリー            | 右                     | A・ミンターT・ダーノーF・フリーマンO・アルビーズA・ライリーD・スワンソンN・マーケイキスC・パチェR・アクーニャJr.M・オズナ |
| 8                        | DH                       | J・ピーダーソン          | 左                       | D・メイW・D・スミスM・マンシーC・テイラーJ・ターナーC・シーガーA・ポロックC・ベリンジャーM・ベッツJ・ピーダーソン | 8                      | 左                     | N・マーケイキス        | 左                     | A・ミンターT・ダーノーF・フリーマンO・アルビーズA・ライリーD・スワンソンN・マーケイキスC・パチェR・アクーニャJr.M・オズナ |
| 9                        | 二                       | C・テイラー              | 右                       | D・メイW・D・スミスM・マンシーC・テイラーJ・ターナーC・シーガーA・ポロックC・ベリンジャーM・ベッツJ・ピーダーソン | 9                      | 中                     | C・パチェ              | 右                     | A・ミンターT・ダーノーF・フリーマンO・アルビーズA・ライリーD・スワンソンN・マーケイキスC・パチェR・アクーニャJr.M・オズナ |
| 先発投手                 | 先発投手                 | 先発投手                 | 投球                     | D・メイW・D・スミスM・マンシーC・テイラーJ・ターナーC・シーガーA・ポロックC・ベリンジャーM・ベッツJ・ピーダーソン | 先発投手               | 先発投手               | 先発投手               | 投球                   | A・ミンターT・ダーノーF・フリーマンO・アルビーズA・ライリーD・スワンソンN・マーケイキスC・パチェR・アクーニャJr.M・オズナ |
| D・メイ                  | D・メイ                  | D・メイ                  | 右                       | D・メイW・D・スミスM・マンシーC・テイラーJ・ターナーC・シーガーA・ポロックC・ベリンジャーM・ベッツJ・ピーダーソン | A・ミンター            | A・ミンター            | A・ミンター            | 左                     | A・ミンターT・ダーノーF・フリーマンO・アルビーズA・ライリーD・スワンソンN・マーケイキスC・パチェR・アクーニャJr.M・オズナ |

### 第6戦 10月17日
- グローブライフ・フィールド（テキサス州アーリントン）

|                          | 1 | 2 | 3 | 4 | 5 | 6 | 7 | 8 | 9 | R | H | E |
| ------------------------ | - | - | - | - | - | - | - | - | - | - | - | - |
| アトランタ・ブレーブス   | 0 | 0 | 0 | 0 | 0 | 0 | 1 | 0 | 0 | 1 | 9 | 0 |
| ロサンゼルス・ドジャース | 3 | 0 | 0 | 0 | 0 | 0 | 0 | 0 | X | 3 | 9 | 1 |

1. 勝利：ウォーカー・ビューラー（1勝）
2. セーブ：ケンリー・ジャンセン（1S）
3. 敗戦：マックス・フリード（1敗）
4. 本塁打
LAD：コーリー・シーガー5号ソロ、ジャスティン・ターナー1号ソロ
5. 審判
［球審］アラン・ポーター
［塁審］一塁: パット・ホーバーグ、二塁: ウィル・リトル、三塁: ジム・レイノルズ
［外審］左翼: コーリー・ブレイザー、右翼: ダン・アイアソーニャ
6. 試合開始時刻: 中部夏時間（UTC-5）午後3時38分  試合時間: 3時間20分  観客: 1万772人  気温: 74°F（23.3°C）
詳細: MLB.com Gameday / ESPN.com / Baseball-Reference.com / Fangraphs

| アトランタ・ブレーブス | アトランタ・ブレーブス | アトランタ・ブレーブス | アトランタ・ブレーブス | アトランタ・ブレーブス | ロサンゼルス・ドジャース | ロサンゼルス・ドジャース | ロサンゼルス・ドジャース | ロサンゼルス・ドジャース | ロサンゼルス・ドジャース                                                                                                |
| ---------------------- | ---------------------- | ---------------------- | ---------------------- | --- | ------------------------ | ------------------------ | ------------------------ | ------------------------ | --- |
| 打順                   | 守備                   | 選手                   | 打席                   | M・フリードT・ダーノーF・フリーマンO・アルビーズA・ライリーD・スワンソンN・マーケイキスC・パチェR・アクーニャJr.M・オズナ | 打順                     | 守備                     | 選手                     | 打席                     | W・ビューラーA・バーンズM・マンシーE・ヘルナンデスJ・ターナーC・シーガーA・ポロックC・ベリンジャーM・ベッツW・D・スミス |
| 1                      | 右                     | R・アクーニャJr.       | 右                     | M・フリードT・ダーノーF・フリーマンO・アルビーズA・ライリーD・スワンソンN・マーケイキスC・パチェR・アクーニャJr.M・オズナ | 1                        | 右                       | M・ベッツ                | 右                       | W・ビューラーA・バーンズM・マンシーE・ヘルナンデスJ・ターナーC・シーガーA・ポロックC・ベリンジャーM・ベッツW・D・スミス |
| 2                      | 一                     | F・フリーマン          | 左                     | M・フリードT・ダーノーF・フリーマンO・アルビーズA・ライリーD・スワンソンN・マーケイキスC・パチェR・アクーニャJr.M・オズナ | 2                        | 遊                       | C・シーガー              | 左                       | W・ビューラーA・バーンズM・マンシーE・ヘルナンデスJ・ターナーC・シーガーA・ポロックC・ベリンジャーM・ベッツW・D・スミス |
| 3                      | DH                     | M・オズナ              | 右                     | M・フリードT・ダーノーF・フリーマンO・アルビーズA・ライリーD・スワンソンN・マーケイキスC・パチェR・アクーニャJr.M・オズナ | 3                        | 三                       | J・ターナー              | 右                       | W・ビューラーA・バーンズM・マンシーE・ヘルナンデスJ・ターナーC・シーガーA・ポロックC・ベリンジャーM・ベッツW・D・スミス |
| 4                      | 捕                     | T・ダーノー            | 右                     | M・フリードT・ダーノーF・フリーマンO・アルビーズA・ライリーD・スワンソンN・マーケイキスC・パチェR・アクーニャJr.M・オズナ | 4                        | 一                       | M・マンシー              | 左                       | W・ビューラーA・バーンズM・マンシーE・ヘルナンデスJ・ターナーC・シーガーA・ポロックC・ベリンジャーM・ベッツW・D・スミス |
| 5                      | 二                     | O・アルビーズ          | 両                     | M・フリードT・ダーノーF・フリーマンO・アルビーズA・ライリーD・スワンソンN・マーケイキスC・パチェR・アクーニャJr.M・オズナ | 5                        | DH                       | W・D・スミス             | 右                       | W・ビューラーA・バーンズM・マンシーE・ヘルナンデスJ・ターナーC・シーガーA・ポロックC・ベリンジャーM・ベッツW・D・スミス |
| 6                      | 遊                     | D・スワンソン          | 右                     | M・フリードT・ダーノーF・フリーマンO・アルビーズA・ライリーD・スワンソンN・マーケイキスC・パチェR・アクーニャJr.M・オズナ | 6                        | 中                       | C・ベリンジャー          | 左                       | W・ビューラーA・バーンズM・マンシーE・ヘルナンデスJ・ターナーC・シーガーA・ポロックC・ベリンジャーM・ベッツW・D・スミス |
| 7                      | 三                     | A・ライリー            | 右                     | M・フリードT・ダーノーF・フリーマンO・アルビーズA・ライリーD・スワンソンN・マーケイキスC・パチェR・アクーニャJr.M・オズナ | 7                        | 左                       | A・ポロック              | 右                       | W・ビューラーA・バーンズM・マンシーE・ヘルナンデスJ・ターナーC・シーガーA・ポロックC・ベリンジャーM・ベッツW・D・スミス |
| 8                      | 左                     | N・マーケイキス        | 左                     | M・フリードT・ダーノーF・フリーマンO・アルビーズA・ライリーD・スワンソンN・マーケイキスC・パチェR・アクーニャJr.M・オズナ | 8                        | 二                       | E・ヘルナンデス          | 右                       | W・ビューラーA・バーンズM・マンシーE・ヘルナンデスJ・ターナーC・シーガーA・ポロックC・ベリンジャーM・ベッツW・D・スミス |
| 9                      | 中                     | C・パチェ              | 右                     | M・フリードT・ダーノーF・フリーマンO・アルビーズA・ライリーD・スワンソンN・マーケイキスC・パチェR・アクーニャJr.M・オズナ | 9                        | 捕                       | A・バーンズ              | 右                       | W・ビューラーA・バーンズM・マンシーE・ヘルナンデスJ・ターナーC・シーガーA・ポロックC・ベリンジャーM・ベッツW・D・スミス |
| 先発投手               | 先発投手               | 先発投手               | 投球                   | M・フリードT・ダーノーF・フリーマンO・アルビーズA・ライリーD・スワンソンN・マーケイキスC・パチェR・アクーニャJr.M・オズナ | 先発投手                 | 先発投手                 | 先発投手                 | 投球                     | W・ビューラーA・バーンズM・マンシーE・ヘルナンデスJ・ターナーC・シーガーA・ポロックC・ベリンジャーM・ベッツW・D・スミス |
| M・フリード            | M・フリード            | M・フリード            | 左                     | M・フリードT・ダーノーF・フリーマンO・アルビーズA・ライリーD・スワンソンN・マーケイキスC・パチェR・アクーニャJr.M・オズナ | W・ビューラー            | W・ビューラー            | W・ビューラー            | 右                       | W・ビューラーA・バーンズM・マンシーE・ヘルナンデスJ・ターナーC・シーガーA・ポロックC・ベリンジャーM・ベッツW・D・スミス |

### 第7戦 10月18日
- グローブライフ・フィールド（テキサス州アーリントン）

|                          | 1 | 2 | 3 | 4 | 5 | 6 | 7 | 8 | 9 | R | H  | E |
| ------------------------ | - | - | - | - | - | - | - | - | - | - | -- | - |
| アトランタ・ブレーブス   | 1 | 1 | 0 | 1 | 0 | 0 | 0 | 0 | 0 | 3 | 3  | 0 |
| ロサンゼルス・ドジャース | 0 | 0 | 2 | 0 | 0 | 1 | 1 | 0 | X | 4 | 10 | 0 |

1. 勝利：フリオ・ウリアス（2勝）
2. 敗戦：クリス・マーティン（1敗）
3. 本塁打
ATL：ダンズビー・スワンソン1号ソロ
LAD：エンリケ・ヘルナンデス2号ソロ、コディ・ベリンジャー2号ソロ
4. 審判
［球審］ジェームズ・ホイ
［塁審］一塁: ウィル・リトル、二塁: ジム・レイノルズ、三塁: コーリー・ブレイザー
［外審］左翼: ダン・アイアソーニャ、右翼: アラン・ポーター
5. 試合開始時刻: 中部夏時間（UTC-5）午後7時15分  試合時間: 3時間37分  観客: 1万920人  気温: 84°F（28.9°C）
詳細: MLB.com Gameday / ESPN.com / Baseball-Reference.com / Fangraphs

| アトランタ・ブレーブス | アトランタ・ブレーブス | アトランタ・ブレーブス | アトランタ・ブレーブス | アトランタ・ブレーブス | ロサンゼルス・ドジャース | ロサンゼルス・ドジャース | ロサンゼルス・ドジャース | ロサンゼルス・ドジャース | ロサンゼルス・ドジャース                                                                                          |
| ---------------------- | ---------------------- | ---------------------- | ---------------------- | --- | ------------------------ | ------------------------ | ------------------------ | ------------------------ | --- |
| 打順                   | 守備                   | 選手                   | 打席                   | I・アンダーソンT・ダーノーF・フリーマンO・アルビーズA・ライリーD・スワンソンN・マーケイキスC・パチェR・アクーニャJr.M・オズナ | 打順                     | 守備                     | 選手                     | 打席                     | D・メイW・D・スミスM・マンシーC・テイラーJ・ターナーC・シーガーA・ポロックC・ベリンジャーM・ベッツJ・ピーダーソン |
| 1                      | 右                     | R・アクーニャJr.       | 右                     | I・アンダーソンT・ダーノーF・フリーマンO・アルビーズA・ライリーD・スワンソンN・マーケイキスC・パチェR・アクーニャJr.M・オズナ | 1                        | 右                       | M・ベッツ                | 右                       | D・メイW・D・スミスM・マンシーC・テイラーJ・ターナーC・シーガーA・ポロックC・ベリンジャーM・ベッツJ・ピーダーソン |
| 2                      | 一                     | F・フリーマン          | 左                     | I・アンダーソンT・ダーノーF・フリーマンO・アルビーズA・ライリーD・スワンソンN・マーケイキスC・パチェR・アクーニャJr.M・オズナ | 2                        | 遊                       | C・シーガー              | 左                       | D・メイW・D・スミスM・マンシーC・テイラーJ・ターナーC・シーガーA・ポロックC・ベリンジャーM・ベッツJ・ピーダーソン |
| 3                      | DH                     | M・オズナ              | 右                     | I・アンダーソンT・ダーノーF・フリーマンO・アルビーズA・ライリーD・スワンソンN・マーケイキスC・パチェR・アクーニャJr.M・オズナ | 3                        | 三                       | J・ターナー              | 右                       | D・メイW・D・スミスM・マンシーC・テイラーJ・ターナーC・シーガーA・ポロックC・ベリンジャーM・ベッツJ・ピーダーソン |
| 4                      | 捕                     | T・ダーノー            | 右                     | I・アンダーソンT・ダーノーF・フリーマンO・アルビーズA・ライリーD・スワンソンN・マーケイキスC・パチェR・アクーニャJr.M・オズナ | 4                        | 一                       | M・マンシー              | 左                       | D・メイW・D・スミスM・マンシーC・テイラーJ・ターナーC・シーガーA・ポロックC・ベリンジャーM・ベッツJ・ピーダーソン |
| 5                      | 二                     | O・アルビーズ          | 両                     | I・アンダーソンT・ダーノーF・フリーマンO・アルビーズA・ライリーD・スワンソンN・マーケイキスC・パチェR・アクーニャJr.M・オズナ | 5                        | 捕                       | W・D・スミス             | 右                       | D・メイW・D・スミスM・マンシーC・テイラーJ・ターナーC・シーガーA・ポロックC・ベリンジャーM・ベッツJ・ピーダーソン |
| 6                      | 遊                     | D・スワンソン          | 右                     | I・アンダーソンT・ダーノーF・フリーマンO・アルビーズA・ライリーD・スワンソンN・マーケイキスC・パチェR・アクーニャJr.M・オズナ | 6                        | 中                       | C・ベリンジャー          | 左                       | D・メイW・D・スミスM・マンシーC・テイラーJ・ターナーC・シーガーA・ポロックC・ベリンジャーM・ベッツJ・ピーダーソン |
| 7                      | 三                     | A・ライリー            | 右                     | I・アンダーソンT・ダーノーF・フリーマンO・アルビーズA・ライリーD・スワンソンN・マーケイキスC・パチェR・アクーニャJr.M・オズナ | 7                        | 左                       | A・ポロック              | 右                       | D・メイW・D・スミスM・マンシーC・テイラーJ・ターナーC・シーガーA・ポロックC・ベリンジャーM・ベッツJ・ピーダーソン |
| 8                      | 左                     | N・マーケイキス        | 左                     | I・アンダーソンT・ダーノーF・フリーマンO・アルビーズA・ライリーD・スワンソンN・マーケイキスC・パチェR・アクーニャJr.M・オズナ | 8                        | DH                       | J・ピーダーソン          | 左                       | D・メイW・D・スミスM・マンシーC・テイラーJ・ターナーC・シーガーA・ポロックC・ベリンジャーM・ベッツJ・ピーダーソン |
| 9                      | 中                     | C・パチェ              | 右                     | I・アンダーソンT・ダーノーF・フリーマンO・アルビーズA・ライリーD・スワンソンN・マーケイキスC・パチェR・アクーニャJr.M・オズナ | 9                        | 二                       | C・テイラー              | 右                       | D・メイW・D・スミスM・マンシーC・テイラーJ・ターナーC・シーガーA・ポロックC・ベリンジャーM・ベッツJ・ピーダーソン |
| 先発投手               | 先発投手               | 先発投手               | 投球                   | I・アンダーソンT・ダーノーF・フリーマンO・アルビーズA・ライリーD・スワンソンN・マーケイキスC・パチェR・アクーニャJr.M・オズナ | 先発投手                 | 先発投手                 | 先発投手                 | 投球                     | D・メイW・D・スミスM・マンシーC・テイラーJ・ターナーC・シーガーA・ポロックC・ベリンジャーM・ベッツJ・ピーダーソン |
| I・アンダーソン        | I・アンダーソン        | I・アンダーソン        | 右                     | I・アンダーソンT・ダーノーF・フリーマンO・アルビーズA・ライリーD・スワンソンN・マーケイキスC・パチェR・アクーニャJr.M・オズナ | D・メイ                  | D・メイ                  | D・メイ                  | 右                       | D・メイW・D・スミスM・マンシーC・テイラーJ・ターナーC・シーガーA・ポロックC・ベリンジャーM・ベッツJ・ピーダーソン |